# Lisa Rau
Lisa Rau (* 1987) ist eine deutsche Comiczeichnerin und Illustratorin.

## Leben und Werk
Rau lebt in der Nähe von Bonn und arbeitet an der Umsetzung von Multimedia-Installationen und Exponaten für Museen. Neben dieser Tätigkeit arbeitet sie an Comics, Illustrationen und Animationsfilmen. Von 2006 bis 2010 erschienen Beiträge von ihr in den Anthologien Es war keinmal (Der Froschkönig), Paper Theatre 7 und Subway to Sally Storybook 2 des Verlags Schwarzer Turm. Danach veröffentlichte sie 2015 ein Artbook und den Comic Waldgeflüster im Eigenverlag. Der Comic erschien zur Leipziger Buchmesse und wurde mehrfach neu aufgelegt. Stilistisch wird der Comic mit nur skizzenhaften Konturen, die flächig in Aquarell koloriert sind, zwischen westlichem Comic und Manga eingeordnet. Die Geschichte erzählt von einem Mädchen, das im Wald von einem Fuchsgeist vor einem Dämon beschützt wird. 2016 wurde er mit dem ICOM Independent Comic Preis für herausragendes Artwork ausgezeichnet. In der Begründung der Jury heißt es, Waldgeflüster sei ein „wichtiges Brückenwerk zwischen westlichen und östlichen Comiceinflüssen“, dessen künstlerische Umsetzung wesentlich zur „zauberhaften Atmosphäre“ und dem Gesamtwerk beitrage.
Im September 2016 belegte sie mit dem Team Schere, Leim, Papier den ersten Platz des 2880 Film Festivals. Der ausgezeichnete Kurzfilm mit dem Titel 2 Flaschen Limo und ein Zugticket nach Köln ist ein Papiertrickfilm, der aus einer durchgehenden Plansequenz besteht.
Nach Waldgeflüster war sie zusammen mit anderen Comickünstlern an der Entstehung des illustrierten Märchenbuches Märchen vom Reisen beteiligt.
2017 veröffentlichte sie das zusammen mit der Autorin Daniela Goldschmidt geschaffene Bilderbuch Hael und die Spiegeltore. In dem Märchen geht es um das Schicksal zweier Welten, denen der Untergang droht, seit der Ausgleich zwischen beiden Welten in Vergessenheit geraten ist. An der Heldin Hael liegt es, durch die Erschaffung von Verbindungstoren die Welten zu retten. Diese Zusammenarbeit setzte sich in der Detektiv-Romanreihe Die Fälle von Bailey Whittemore von Daniela Goldschmidt fort, zu der Lisa Rau die Umschlaggestaltung und Innenteil-Illustrationen beisteuerte. Erschienen sind Band 1: Das mechanische Kaninchen (2018), Band 2: Die schwarze Eule (2019) und Band 3: Der heilige Fisch (2022).
2019 beteiligte sie sich an der Gründung des GINCO-Award (German Inclusive/Independent Comic Award) und ist seitdem im Organisationsteam aktiv. Als Teil des Panel Party Podcasts diskutierte sie mit befreundeten Comicschaffenden zahlreiche Themen rund ums Comic-Zeichnen und berichtete dort auch von der Arbeit an ihrem Webcomic Magical Girl Indigo.

## Veröffentlichungen
- Nebelmeer in der Anthologie Paper Theatre 7, erschienen bei Schwarzer Turm (2006)
- Komm in meinen Schlaf in der Anthologie Subway to Sally Storybook 2, erschienen bei Schwarzer Turm (2012)
- Waldgeflüster (2015)
- Märchen vom Reisen als Herausgeberin (2016)
- Hael und die Spiegeltore mit Daniela Goldschmidt (2017)
- Das mechanische Kaninchen mit Daniela Goldschmidt (2018)
- Die schwarze Eule mit Daniela Goldschmidt (2019)
- Märchen der Sterne als Herausgeberin, erschienen bei Pyramond (2020)
- Der heilige Fisch mit Daniela Goldschmidt (2022)
- Magical Girl Indigo, Band 1 (2025)